# 蕪湖街
蕪湖街（英語：Wuhu Street）是香港九龍九龍城區紅磡的一條主要道路，西起紅磡漆咸道北，東至紅磡德民街，與船澳街接連。1909年3月命名，道路命名來自中國大陸安徽省的蕪湖市。
蕪湖街西面連接漆咸道北，是出入紅磡的主要道路，因此交通非常繁忙。道路地底為港鐵觀塘綫的管道。

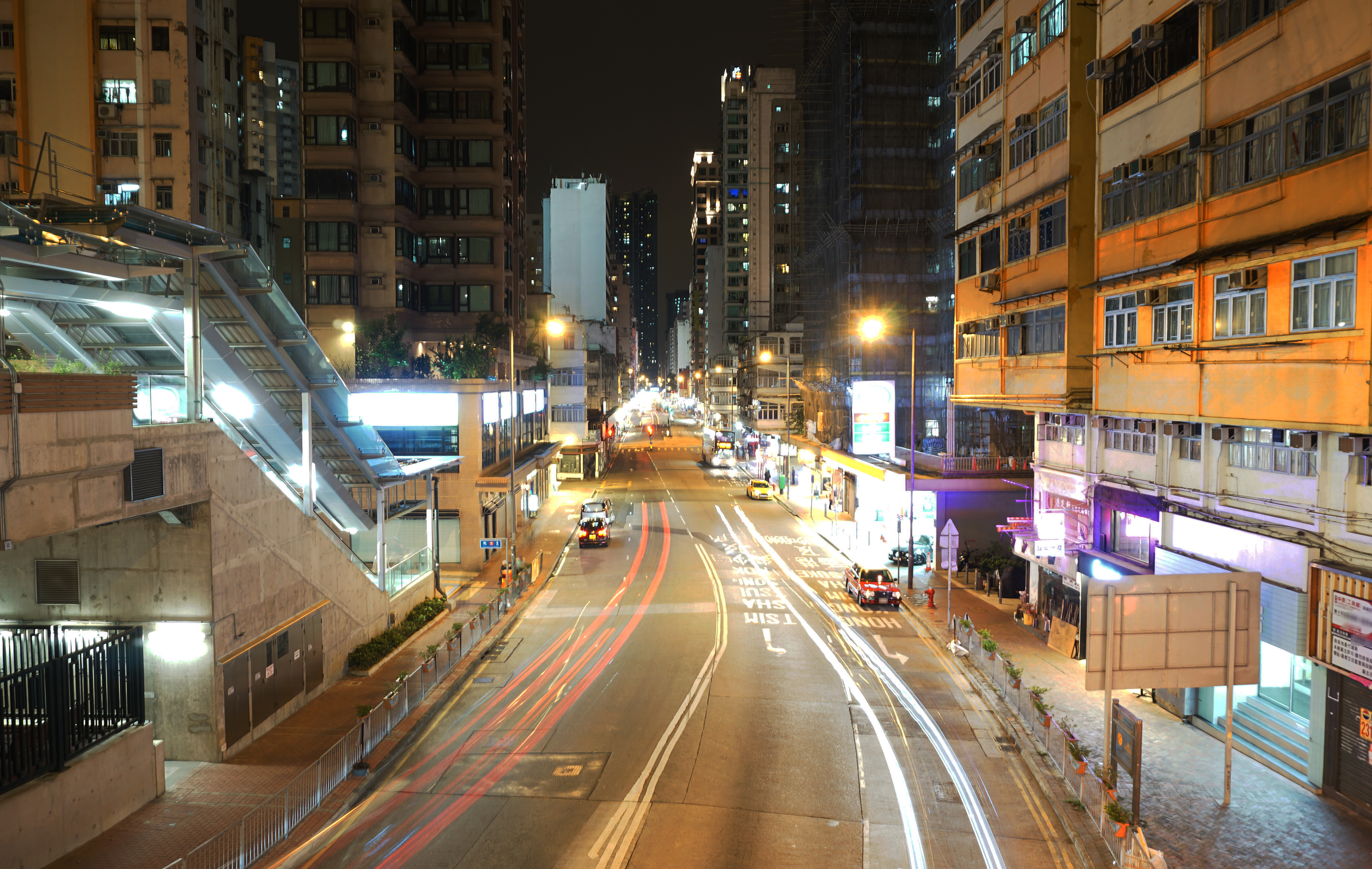
蕪湖街夜景
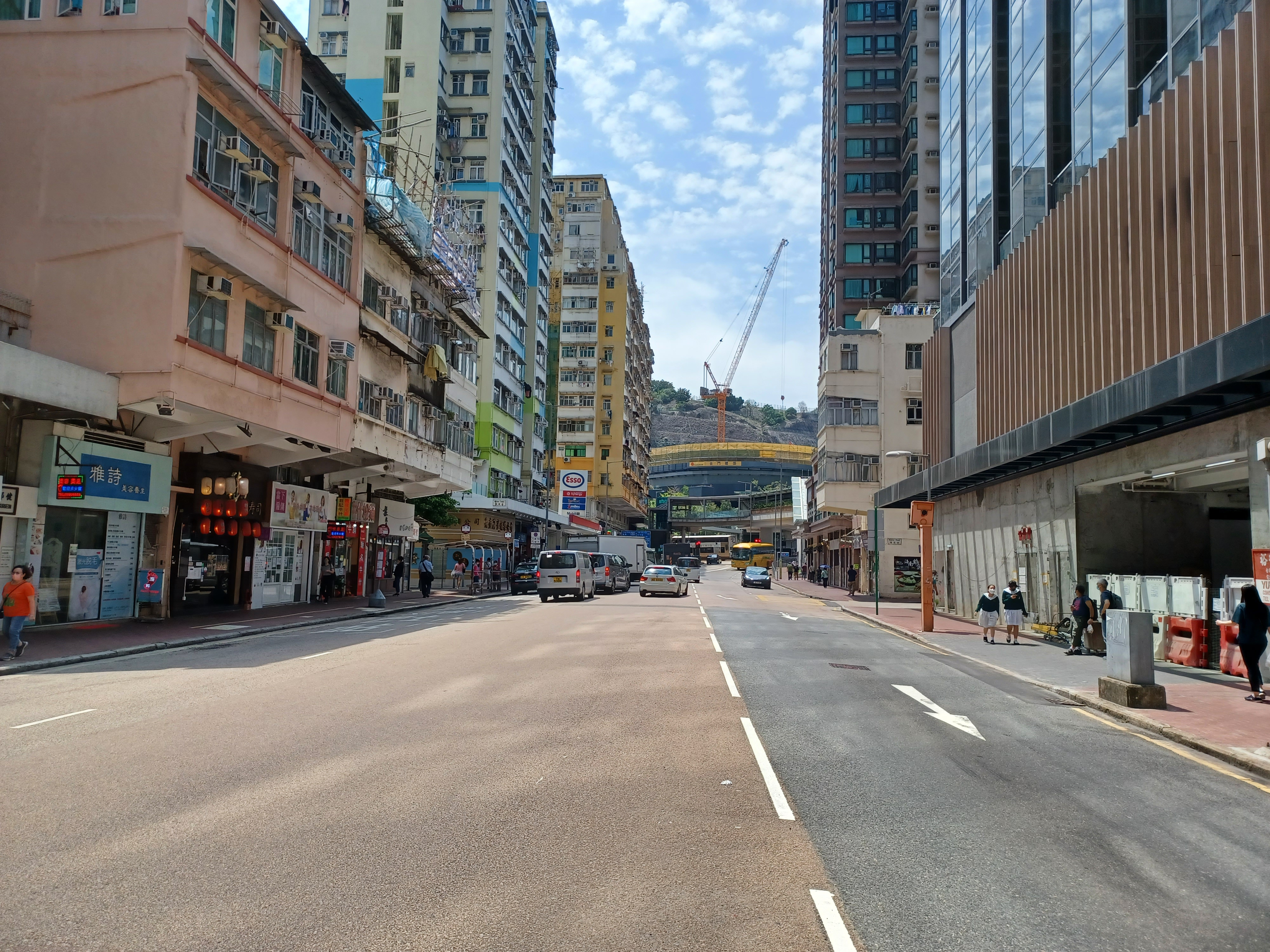
蕪湖街近機利士南路、獲嘉道一段
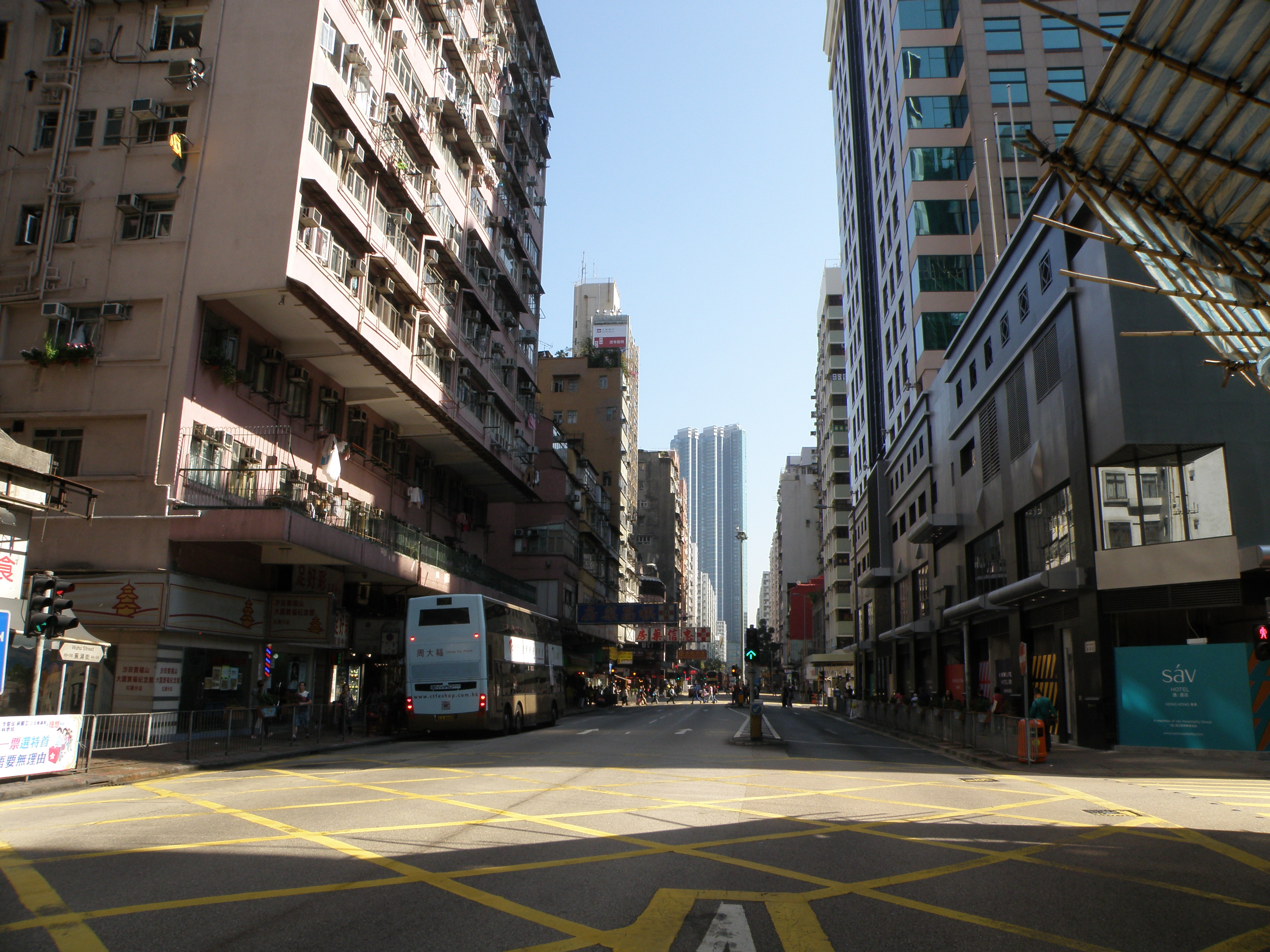
蕪湖街東段
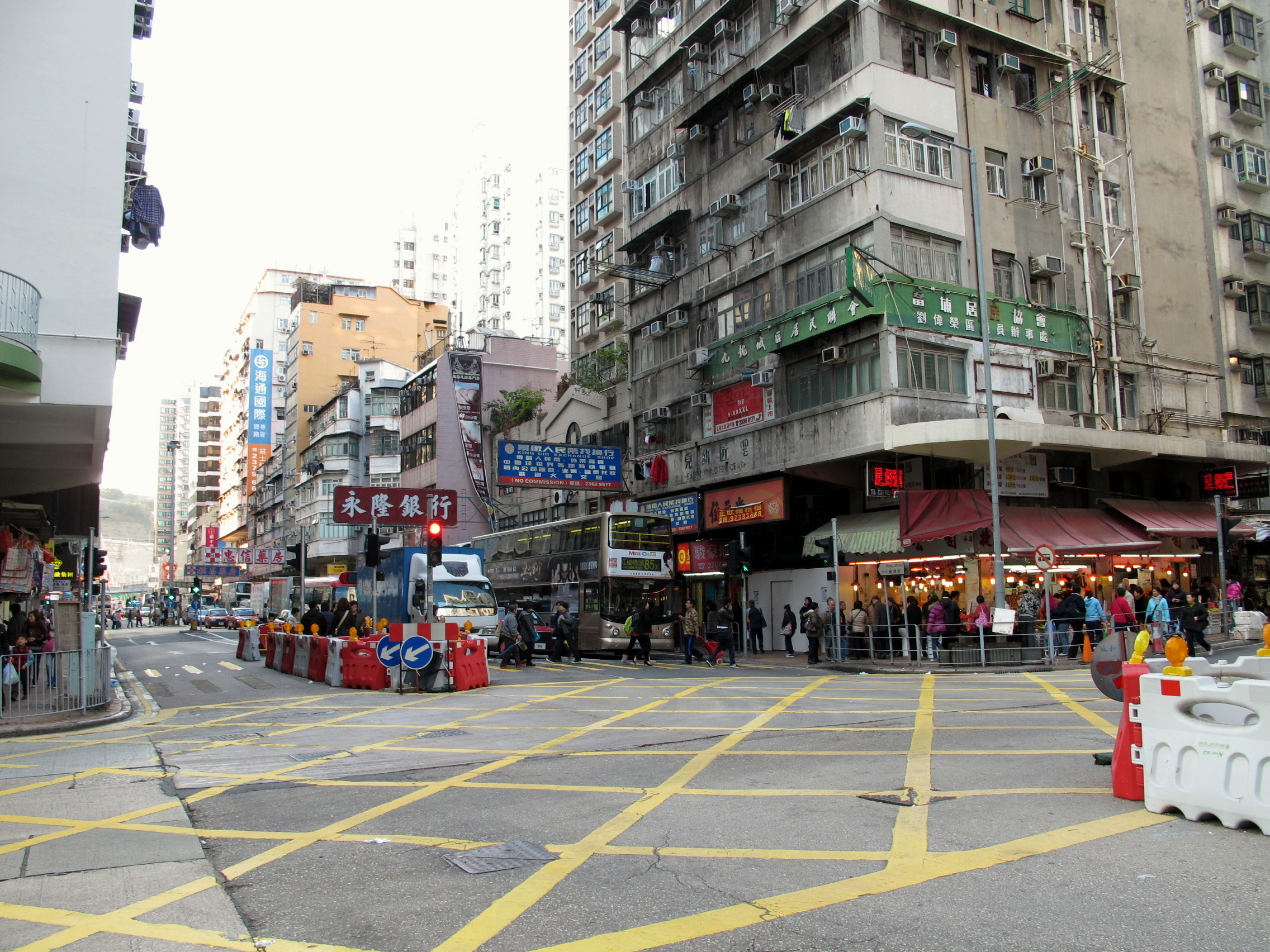
蕪湖街西段一帶的舊式住宅

## 地標
- Y83大學生公寓 (蕪湖街83號)[2]
- 紅茶館酒店 (紅磡蕪湖街)(蕪湖街84-86號)
- 香港都會大學MU88學生宿舍(前紅磡城木酒店，位於機利士南路69號)[3][4]
- 蕪湖街臨時遊樂場[5][6]
- 蕪湖居(蕪湖街111號)
- 何文田站B出口